# セク・サノゴ
セク・ジュニオール・サノゴ（フランス語: Sékou Junior Sanogo, セルビア語: Секу Жуниор Саного、1989年5月5日 - ）は、コートジボワールとセルビアのサッカー選手。コートジボワール代表。ポジションはミッドフィールダー。

## クラブ歴
アフリカ・スポールで選手となった。

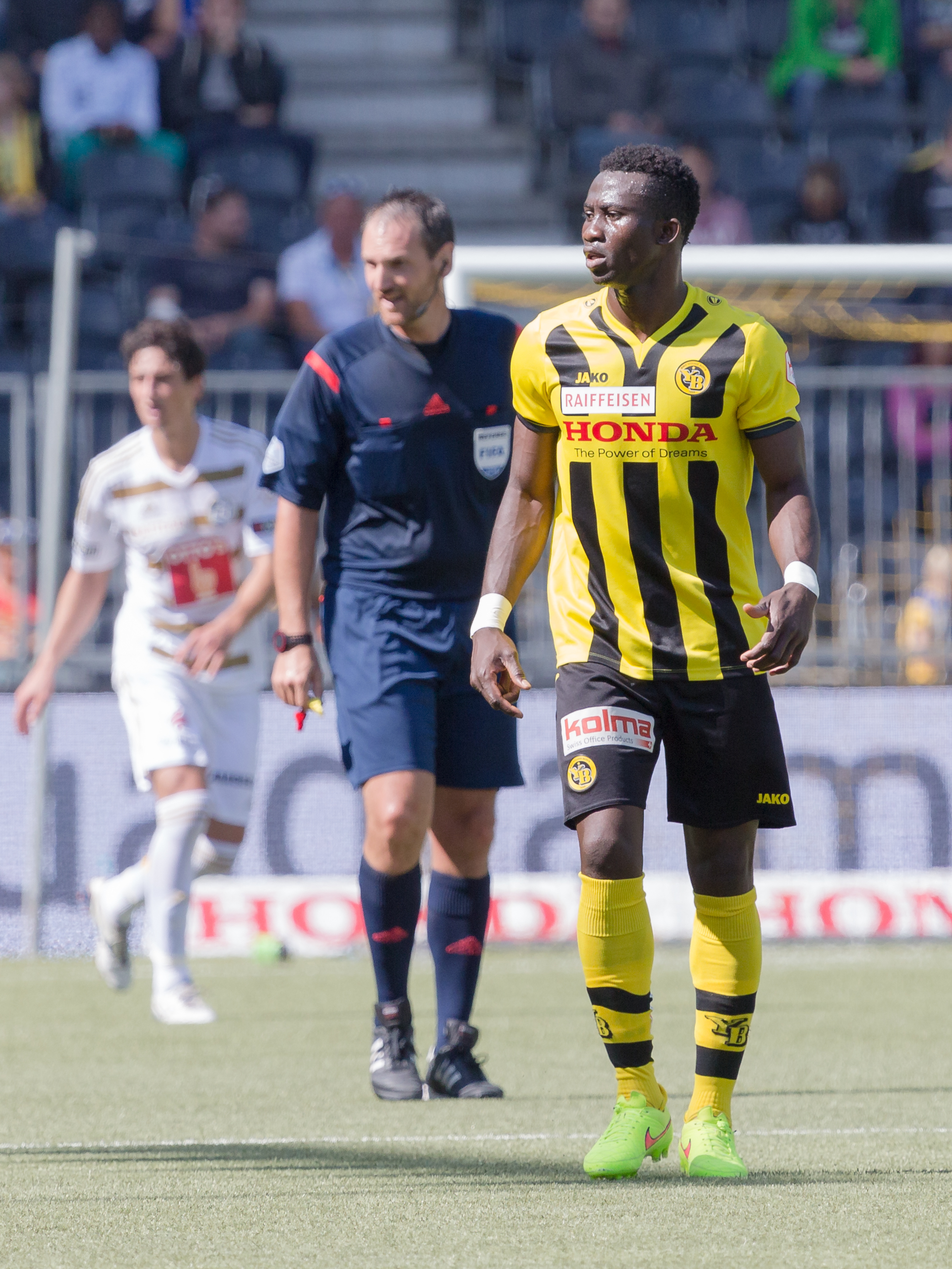
2014年、ヤングボーイズにて

2011年にFCトゥーンに移籍。2012年に1年半FCローザンヌ・スポルトに期限付き移籍。2014年にBSCヤングボーイズに移籍。2017-18シーズンに32年ぶりにスーパーリーグを制した。

## 代表歴
2017年3月27日の親善試合・セネガル代表戦で代表初出場。